# Julianna Révész
Julianna Révész (ur. 24 stycznia 1983) – węgierska szpadzistka, srebrna medalistka mistrzostw świata.
Podczas mistrzostw świata w Lipsku w 2005 roku Węgierki w składzie: Adrienn Hormay, Julianna Révész, Emese Szász i Hajnalka Tóth zdobyły srebrny medal w zawodach drużynowych. W konkurencji była też między innymi czwarta na mistrzostwach świata w Kazaniu w 2014 roku.
Ponadto zdobyła brązowy medal w turnieju drużynowym na mistrzostwach Europy w Zagrzebiu w 2013 roku.
Nigdy nie wzięła udziału w igrzyskach olimpijskich.